# Liga Española de Lacrosse 2016-17
La Liga Española de Lacrosse 2016/17 o LEL 2016/17 fue la 6.ª edición de la máxima competición de Lacrosse en España. En esta temporada, se ha intentado profesionalizar el campeonato y se ha fusionado con la extinta Liga Española de Lacrosse 2 (LEL 2), para que diese lugar a más jornadas de liga y poder llevar un calendario más ortodoxo en lo que a competiciones se refiere.
El calendario previsto inicialmente consta de 28 jornadas distribuidas en algunos fines de semana entre los meses de octubre de 2016 y mayo de 2017, intentando buscar que cada equipo juegue cuando a sus jugadores les sea más cómodo y así no tener que cancelar encuentros.

## Sistema de competición
El sistema de competición es una liga regular a dos vueltas (partidos de ida y vuelta) de 9 equipos divididos en tres conferencias:
| Conferencia Este - Barcelona Dracs. - Arcas Lax. - Alicante Barefoots. | Conferencia Oeste - Salamanca Lacrosse. - Sevilla Lacrosse. - Lisboa Gladiators. | Conferencia Centro - Donosti Piratak + Gijón Wolves. - Madrid Osos. - Montes Lacrosse. |

Como existe la posibilidad de cancelar partidos esto se refleja en la clasificación restando 4 puntos al equipos que cancele el partido y sumando 4 al equipo que sí hubiera tenido la intención de participar, demostrando la victoria del segundo y sancionando al primero.
Tras finalizar las veintiocho jornadas, el equipo con mayor número de puntos se proclamará campeón de la liga.
Finalmente, solo 7 equipos estuvieron posibilitados para jugar, dividiéndose en dos conferencias:
| Conferencia Oeste - Madrid Osos - Sevilla Lacrosse - Montes Lacrosse - Lisboa Gladiators | Conferencia Este - Alicante Barefoots - Arcas Lax - Barcelona Dracs |

### Sistema de puntuación
- Cada victoria suma 4 puntos.
- Cada empate suma 2 puntos.
- Cada derrota suma 0 puntos.

## Equipos
| Equipo | Ciudad        | Mapa |
| --- | ------------- | --- |
| Alicante Barefoots | Alicante      | \| Alicante Barefoots Arcas Lax Donosti Piratak Gijón Wolves Madrid Osos Montes Lacrosse Barcelona Dracs Sevilla Lacrosse Lisboa Gladiators Salamanca Lacrosse \| |
| Arcas Lax | Cuenca        | \| Alicante Barefoots Arcas Lax Donosti Piratak Gijón Wolves Madrid Osos Montes Lacrosse Barcelona Dracs Sevilla Lacrosse Lisboa Gladiators Salamanca Lacrosse \| |
| Barcelona Dracs | Barcelona     | \| Alicante Barefoots Arcas Lax Donosti Piratak Gijón Wolves Madrid Osos Montes Lacrosse Barcelona Dracs Sevilla Lacrosse Lisboa Gladiators Salamanca Lacrosse \| |
| Donosti Piratak | San Sebastián | \| Alicante Barefoots Arcas Lax Donosti Piratak Gijón Wolves Madrid Osos Montes Lacrosse Barcelona Dracs Sevilla Lacrosse Lisboa Gladiators Salamanca Lacrosse \| |
| Gijón Wolves | Gijón         | \| Alicante Barefoots Arcas Lax Donosti Piratak Gijón Wolves Madrid Osos Montes Lacrosse Barcelona Dracs Sevilla Lacrosse Lisboa Gladiators Salamanca Lacrosse \| |
| Lisboa Gladiators | Lisboa        | \| Alicante Barefoots Arcas Lax Donosti Piratak Gijón Wolves Madrid Osos Montes Lacrosse Barcelona Dracs Sevilla Lacrosse Lisboa Gladiators Salamanca Lacrosse \| |
| Madrid Osos | Madrid        | \| Alicante Barefoots Arcas Lax Donosti Piratak Gijón Wolves Madrid Osos Montes Lacrosse Barcelona Dracs Sevilla Lacrosse Lisboa Gladiators Salamanca Lacrosse \| |
| Montes Lacrosse | Madrid        | \| Alicante Barefoots Arcas Lax Donosti Piratak Gijón Wolves Madrid Osos Montes Lacrosse Barcelona Dracs Sevilla Lacrosse Lisboa Gladiators Salamanca Lacrosse \| |
| Salamanca Lacrosse | Salamanca     | \| Alicante Barefoots Arcas Lax Donosti Piratak Gijón Wolves Madrid Osos Montes Lacrosse Barcelona Dracs Sevilla Lacrosse Lisboa Gladiators Salamanca Lacrosse \| |
| Sevilla Lacrosse | Sevilla       | \| Alicante Barefoots Arcas Lax Donosti Piratak Gijón Wolves Madrid Osos Montes Lacrosse Barcelona Dracs Sevilla Lacrosse Lisboa Gladiators Salamanca Lacrosse \| |
| Alicante Barefoots Arcas Lax Donosti Piratak Gijón Wolves Madrid Osos Montes Lacrosse Barcelona Dracs Sevilla Lacrosse Lisboa Gladiators Salamanca Lacrosse |               | |

## Clasificación
Actualizado a últimos partidos disputados el 18 de febrero de 2017.
|  |    | Equipos           |  | PJ | PG | PE | PP | PF | PC | Dif | Pts | Can. | Final |
|  | -- | ----------------- |  | -- | -- | -- | -- | -- | -- | --- | --- | ---- | ----- |
|  | 1. | Madrid Osos       |  | 3  | 3  | 0  | 0  | 45 | 2  | +43 | 6   | 0    | 6     |
|  | 2. | Sevilla Lacrosse  |  | 3  | 3  | 0  | 0  | 39 | 12 | +27 | 6   | 0    | 6     |
|  | 3. | Montes Lacrosse   |  | 3  | 0  | 0  | 3  | 12 | 40 | -28 | 0   | 0    | 0     |
|  | 4. | Lisboa Gladiators |  | 3  | 0  | 0  | 3  | 2  | 44 | -42 | 0   | 0    | 0     |

Conferencia Este
Actualizado a últimos partidos disputados el 18 de febrero de 2017.
|  |    | Equipos            |  | PJ | PG | PE | PP | PF | PC | Dif | Pts | Can. | Final |
|  | -- | ------------------ |  | -- | -- | -- | -- | -- | -- | --- | --- | ---- | ----- |
|  | 1. | Alicante Barefoots |  | 3  | 3  | 0  | 0  | 31 | 11 | +20 | 6   | 0    | 6     |
|  | 2. | Barcelona Dracs    |  | 3  | 2  | 0  | 1  | 42 | 13 | +29 | 4   | 0    | 4     |
|  | 3. | Arcas Lax          |  | 4  | 0  | 0  | 4  | 7  | 56 | -49 | 0   | 0    | 0     |

## Resultados
A continuación se muestran los partidos disputados durante la liga.
Octubre
| 18:00, 29 de octubre de 2016 | Arcas Lax                                    | 3 - 15 | Alicante Barefoots                                                                                  | Campo de la Beneficencia, Cuenca (España) |                                 |
|                              | Víctor García García (2) Pablo Casamayor (1) |        | Zachary Aaron Pleet (7) Michail Busain (5) Javier Coca (1) Guillermo M. Coello (1) Luis Naranjo (1) | Asistencia: ?? ??? espectadores           | Asistencia: ?? ??? espectadores |

Noviembre
| 19:00, 5 de noviembre de 2016 | Lisboa Gladiators | 1 - 10 | Sevilla Lacrosse | Parque do Jogos 1.º de Maio, Lisboa (Portugal) |  |
|                               |                   |        |                  | Asistencia: ?? ??? espectadores                |  |

| 15:00, 6 de noviembre de 2016 | Montes Lacrosse | 1 - 11 | Madrid Osos | Polideportivo Plata y Castañar, Leganés (España) |  |
|                               |                 |        |             | Asistencia: ?? ??? espectadores                  |  |

| Cancelado | Barcelona Dracs | Cancelado | Cuenca Lax | ? ?, Barcelona (España)         |  |
|           |                 |           |            | Asistencia: ?? ??? espectadores |  |

| 17:00, 19 de noviembre de 2016 | Madrid Osos | 16 - 0 | Lisboa Gladiators | Calle Euterpe, Madrid (España)  |  |
|                                |             |        |                   | Asistencia: ?? ??? espectadores |  |

Diciembre
| 15:00, 4 de diciembre de 2016 | Sevilla Lacrosse | 15 - 4 | Montes Lacrosse | Campo de fútbol de Cavaleri, Mairena del Aljarafe (España) |  |
|                               |                  |        |                 | Asistencia: ?? ??? espectadores                            |  |

| 12:00, 17 de diciembre de 2016 | Alicante Barefoots | 19 - 1 | Cuenca Lacrosse | Campo deportivo de la Universidad de Alicante, Alicante (España) |  |
|                                |                    |        |                 | Asistencia: ?? ??? espectadores                                  |  |

| 19:00, 17 de diciembre de 2016 | Lisboa Gladiators | 1 - 18 | Madrid Osos | Parque do Jogos 1.º de Maio, Lisboa (Portugal) |  |
|                                |                   |        |             | Asistencia: ?? ??? espectadores                |  |

Febrero
| 16:00, 5 de febrero de 2017 | Barcelona Dracs | 9 - 8 | Alicante Barefoots | INEFC, avenida de l'estadi, Barcelona (España) |  |
|                             |                 |       |                    | Asistencia: ?? ??? espectadores                |  |

| 14:00, 11 de febrero de 2017 | Montes Lacrosse | 7 - 14 | Sevilla Lacrosse | Pol. Plata y Castañar, Madrid (España) |  |
|                              |                 |        |                  | Asistencia: ?? ??? espectadores        |  |

| 18:30, 18 de febrero de 2017 | Cuenca Lax | 3 - 14 | Barcelona Dracs | Campo de la Beneficencia, Cuenca (España) |  |
|                              |            |        |                 | Asistencia: ?? ??? espectadores           |  |

| 25 de febrero de 2017 | Madrid Osos | Aplazado | Lisboa Gladiators | Calle Euterpe, Madrid (España)  |  |
|                       |             |          |                   | Asistencia: ?? ??? espectadores |  |